# GW170104
GW170104 est le nom du signal attribué à une observation directe d’ondes gravitationnelles annoncée le 1er juin 2017 par les laboratoires LIGO et Virgo. La détection a été faite le 4 janvier 2017 à 10 h 11 min 58 s UTC sur les deux sites américains jumeaux LIGO construits en Louisiane et dans l’État de Washington.
Le signal est issu de la fusion d'un trou noir binaire, comme pour GW150914. Les deux trous noirs de masses respectives d'environ 31,2+8,4
 −6,0 et
19,4+5,3
 −5,9 masses solaires ont fusionné en un trou noir de 48,7+5,7
 −4,6 masses solaires. La fusion a eu lieu à une distance de 880+450
 −390 Mpc soit un redshift de 0,18+0,08
 −0,07.
L'article de la découverte inclut également une limite supérieure sur la masse des gravitons à {\displaystyle 7,7\times 10^{-23}} eV/c².
| Informations                                 | Informations                                 |
| -------------------------------------------- | -------------------------------------------- |
| Masse trou noir 1                            | 31,2+8,4 −6,0 {\displaystyle M_{\odot }}     |
| Masse trou noir 2                            | 19,4+5,3 −5,9 {\displaystyle M_{\odot }}     |
| Masse finale                                 | 48,7+5,7 −4,6 {\displaystyle M_{\odot }}     |
| Énergie rayonnée par ondes gravitationnelles | 2,0+0,6 −0,7 {\displaystyle M_{\odot }c^{2}} |
| Pic de luminosité                            | −1,3+0,7 −1,3 × 1056 erg.s−1                 |
| Distance de la source                        | 880+450 −390 Mpc                             |
| Redshift de la source                        | 0,18+0,08 −0,07                              |
| Spin du trou noir final                      | 0,64+0,09 −0,20                              |